# Steve Smith (batterista)
Steven Elliott Smith, detto Steve (Whitman, 21 agosto 1954), è un batterista statunitense celebre come membro dei Journey.

## Biografia
Durante il 1976 ha frequentato il Berklee College of Music a Boston, nel Massachusetts. È stato in tour con il violinista jazz Jean-Luc Ponty e con i Montrose prima di unirsi nel 1978 alla rock band Journey. È stato il batterista dei Journey nel periodo di maggior successo del gruppo (1978-1985). Lasciò la band nel 1985, per poi tornarci nel 1996 con l'album Trial by Fire. Tra il 1985 e il 1996 ha suonato in un gruppo chiamato The Storm.
Ha partecipato anche come sessionman alla registrazione di dischi di famosi artisti pop come Mariah Carey, Andrea Bocelli, Savage Garden, Bryan Adams, Claudio Baglioni, Elisa, Zucchero Fornaciari, Corrado Rustici, Zakir Hussain.
Inoltre Steve Smith ha anche suonato con vari artisti jazz come Mike Mainieri, Steps Ahead, Wadada Leo Smith, Tom Coster, Ahmad Jamal, Dave Liebman, Larry Coryell, Victor Wooten, Mike Stern, Randy Brecker, Scott Henderson, Frank Gambale, Stuart Hamm, [ Sandro Ravasini e Bill Evans. Steve Smith ha anche un suo gruppo chiamato Vital Information.
Nel 2001 la rivista Modern Drummer ha annoverato Smith tra i 25 migliori batteristi di sempre. L'anno successivo, è stato introdotto nella Modern Drummer Hall of Fame. Nel 2003 il suo DVD, prodotto dalla Hudson Music, è stato definito il migliore DVD educativo dell'anno. Inoltre nel 2003, Steve Smith ha registrato due album con il gruppo Buddy's Buddies, un quintetto composto da musicisti che hanno suonato con Buddy Rich. Entrambi gli album furono registrati al famoso jazz club londinese Ronnie Scott's.
Recentemente, il quintetto "Steve Smith and Buddy's Buddies" è stato ribattezzato "Steve Smith's Jazz Legacy". La band tuttora esegue tributi a molti altri batteristi jazz fra i quali Buddy Rich.
Nel 2011 ha partecipato al The World's Greatest Drummer 2011.

## Strumentazione
Steve Smith è endorser della marca di batterie Sonor. In occasione del trentesimo anno di collaborazione, la Sonor ha prodotto il modello "Steve Smith Signature", interamente in legno di faggio, finitura occhio di pernice, satinata.
Steve Smith suona piatti della marca Avedis Zildjian Company
La batteria di Steve Smith è solitamente così composta:
Grancassa 20" - Tom-Tom 8",10",12" - Timpani 14",16" - Rullante 14" - Rullantino 12".

## Discografia

### Journey
- 1978 - Infinity
- 1979 - Evolution
- 1980 - Departure
- 1981 - Escape
- 1983 - Frontiers
- 1996 - Trial by Fire

### Steps Ahead
- 1994 – Vibe
- 2016 - Steppin' Out

### The Storm
- 1991 - The Storm
- 1995 - Eye of the Storm

### Collaborazioni
- 1992 - Note Worker - Frank Gambale
- 1998 - Rainbow - Mariah Carey
- 1992 - Lone Ranger - Jeff Watson
- 1992 - Yin Yang - Steps Ahead-
- 1992 - Not Afraid To Serenade - Anton Verhagen
- 1993 - Rhythmic Journey - Steve Smith
- 1993 - Prisoner Of Love - Ray Price
- 1997 - Lara Fabian - Lara Fabian
- 2003 - Pit Of Fashion - Peter Barshay-
- 2005 - Paradigm Shift - Vernon Black